# إريك وايسهاوبت
إريك وايسهاوبت (بالألمانية: Erich Weishaupt)‏ (و. 1952  م) هو لاعب هوكي الجليد ألماني، ولد في كاوفبويرن، شارك في الألعاب الأولمبية الشتوية 1976، مركز لعبه هو حارس مرمى ‏.

## روابط خارجية
- إريك وايسهاوبت على موقع EliteProspects.com (الإنجليزية)
- إريك وايسهاوبت على موقع Eurohockey.com (الإنجليزية)
- إريك وايسهاوبت على موقع HockeyDB.com (الإنجليزية)
- إريك وايسهاوبت على موقع اللجنة الأولمبية الدولية (الإنجليزية)
- إريك وايسهاوبت على موقع أوليمبيديا (الإنجليزية)